# Acta Arithmetica

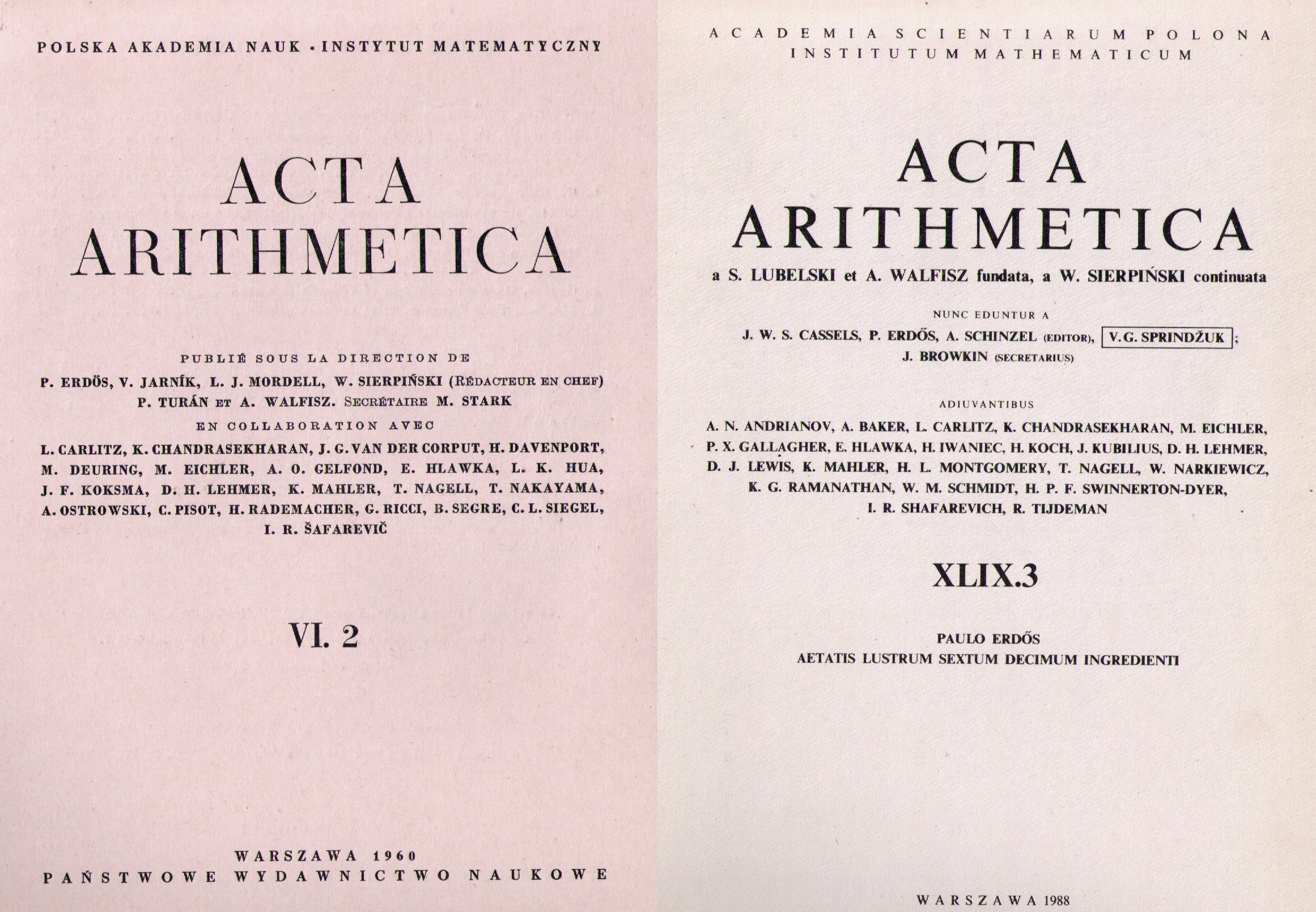
Paginile de titlu al volumului 6 (2), 1960, și al volumului 49 (3), 1988, dedicat lui Paul Erdős cu ocazia celei de-a 75-a aniversări

Acta Arithmetica este o revistă științifică matematică ce publică articole legate de teoria numerelor.
Acesta a fost lansată în anul 1935 la Varșovia de către matematicienii  polonezi Arnold Walfisz și Salomon Lubelski.  În perioada 1935-1939 au apărut trei volume din jurnal. Începând cu cel de-al patrulea volum din 1958, revista apare cu regularitate până în prezent (începând din 2014, în 4 volume pe an) sub supravegherea Institutului de matematică al Academiei Poloneze de Științe. În perioada 1956-1969, editorul a fost Wacław Sierpiński (până în 1962 cu Arnold Walfisz). În Acta Arithmetica apar articole în germană, rusă, franceză și engleză, cu limba engleză predominantă în ultimele decenii.
Factorul de impact al revistei a fost de 0,472 în 2012. În statisticile din ISI Web of Knowledge s-a clasat pe locul 193 din 295 de reviste din categoria matematică.